# Schwabing

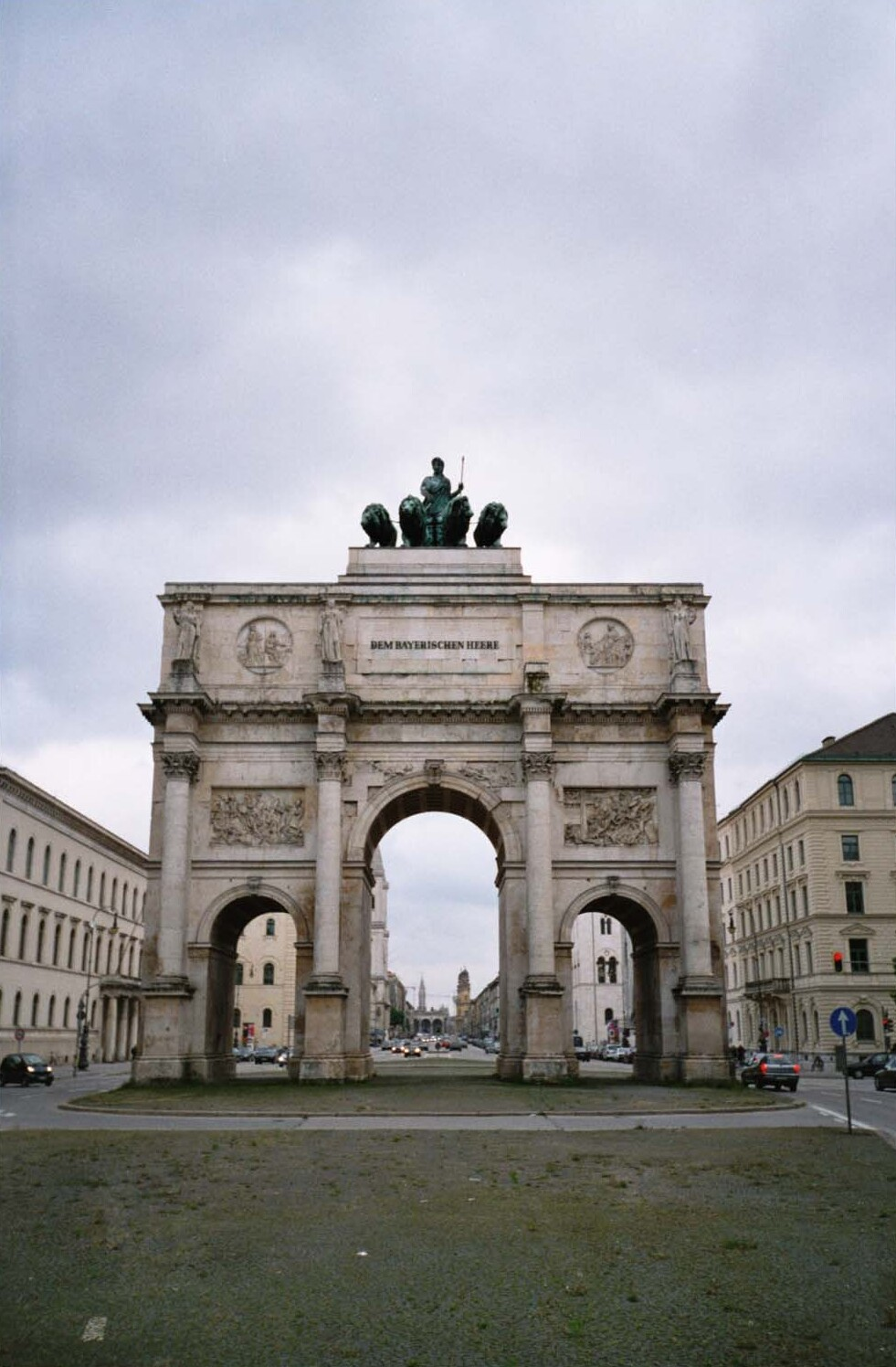
Siegestor, entrada al districte per Leopoldstrasse

Schwabing és un barri de la part nord de Múnic, la capital de l'estat alemany de Baviera. Està dividit en dues parts, en el barri 4 es troba Schwabing-Oest i en el barri 12, Schwabing-Freimann.

## Geografia i història
Schwabing solia ser famós a Múnic com un barri bohemi i encara és popular entre els turistes i els muniquesos, especialment entre els joves, per la seva àmplia oferta de bars, clubs i restaurants. Una altra atracció popular és l'Englischer Garten, o Jardí Anglès, un dels parcs públics més grans del món.
Com que els campus de les universitats més grans de Múnic (la Universitat de Múnic i la Universitat Tècnica de Múnic) estan situats a prop, a Maxvorstadt, hi ha molta activitat estudiantil a Leopoldstrasse, una de les principals avingudes que creuen el barri.
Schwabing es va fer molt famós especialment durant el regnat del Príncep Regent Leopold quan nombrosos artistes com Ludwig Ganghofer, Heinrich Mann, Thomas Mann, Oskar Panizza, Otto Julius Bierbaum, Frank Wedekind, Ernst von Wolzogen, Gustav Meyrink, Rainer Maria Rilke, Isolde Kurz, Ludwig Thoma, Max Halbe, Annette Kolb, Stefan George, Karl Wolfskehl, Ludwig Klages, Roda Roda, Christian Morgenstern, Max Dauthendey, Mechtilde Lichnowsky, Lion Feuchtwanger, Leonhard Frank, Joachim Ringelnatz, Claire Goll, Oskar Maria Graf, Hugo Ball, Hermann Kesten, Thomas Theodor Heine, Olaf Gulbransson, Bruno Paul, Eduard Thöny i Rudolf Wilke hi van viure o treballar. Lenin va ser-ne resident durant alguns anys, com va observar el psicoanalista i bohemi Otto Gross. L'escriptora alemanya Fanny zu Reventlow es va fer famosa amb el sobrenom de "la Comtessa Bohèmia de Schwabing".
La gentrificació de Schwabing i de diversos projectes de construcció van ser la causa de moltes protestes, al voltant del 2011.

## Jugendstil
El barri mostra excel·lents exemples de l'Art Nouveau alemany o Jugendstil.

Jugendstil en Schwabing
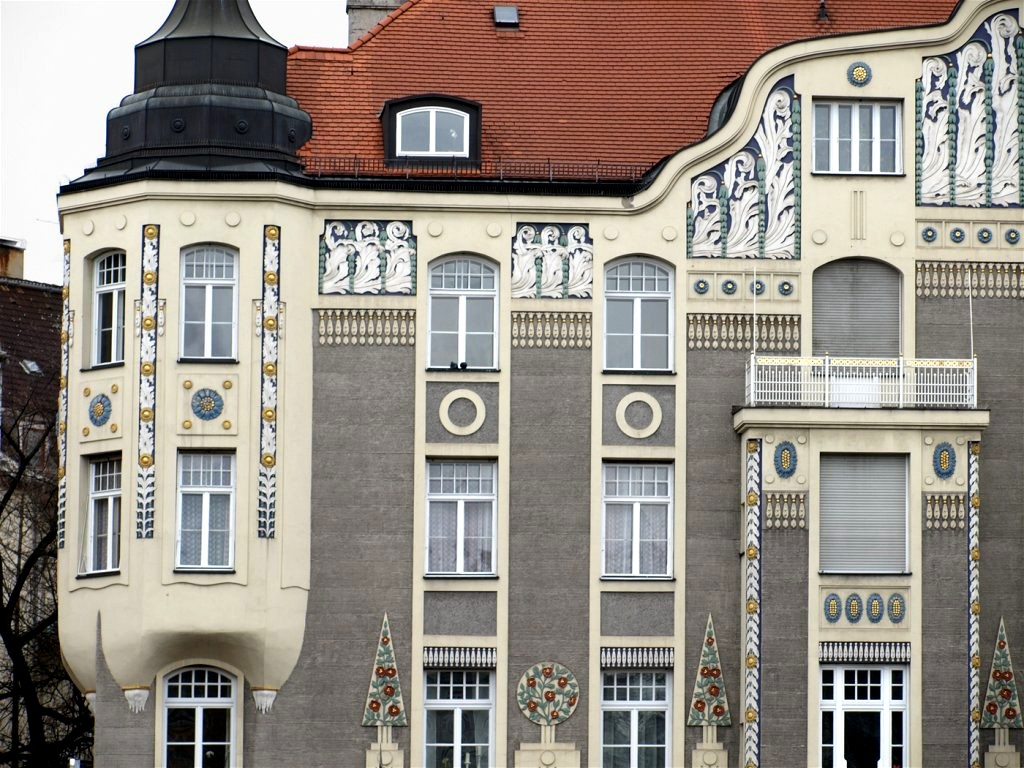
Münchner Freiheit
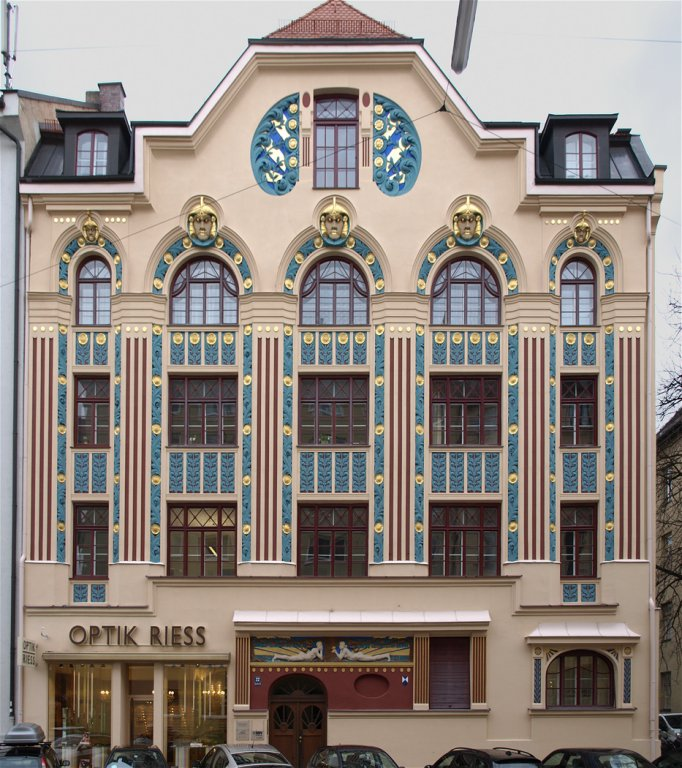
Ainmillerstr. 22
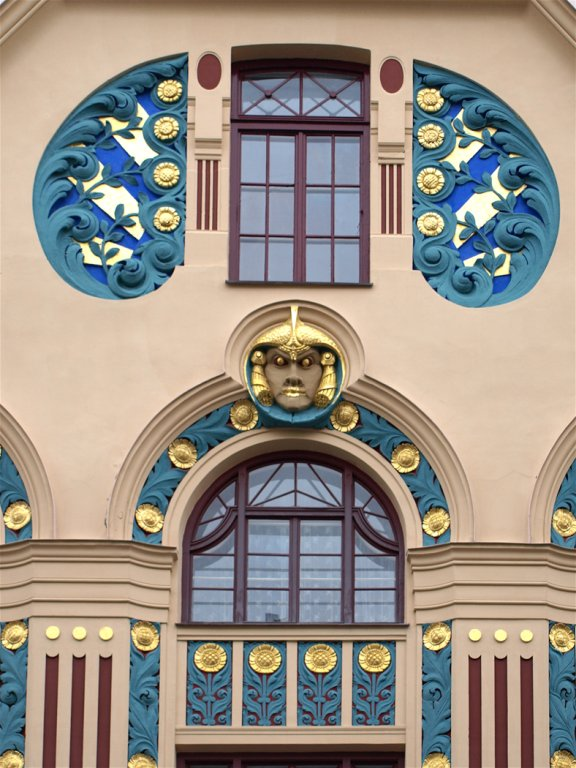
Ainmillerstr. 22
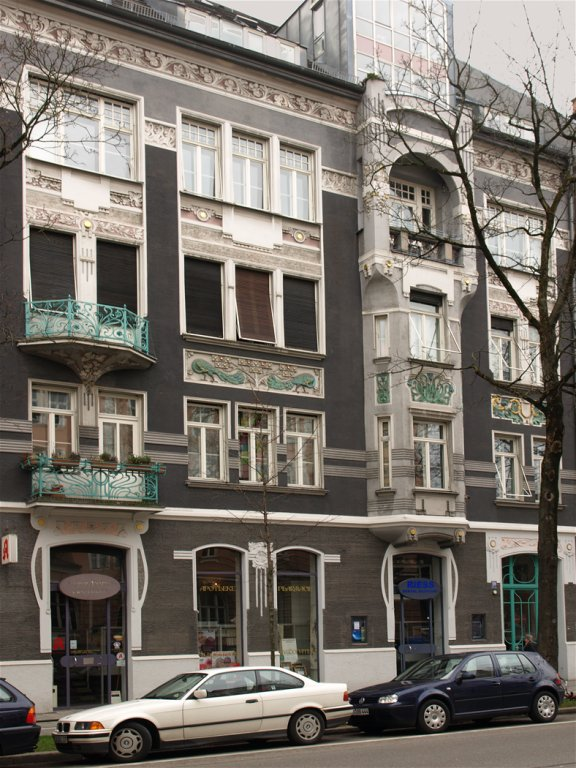
Franz-Joseph-Str. 19
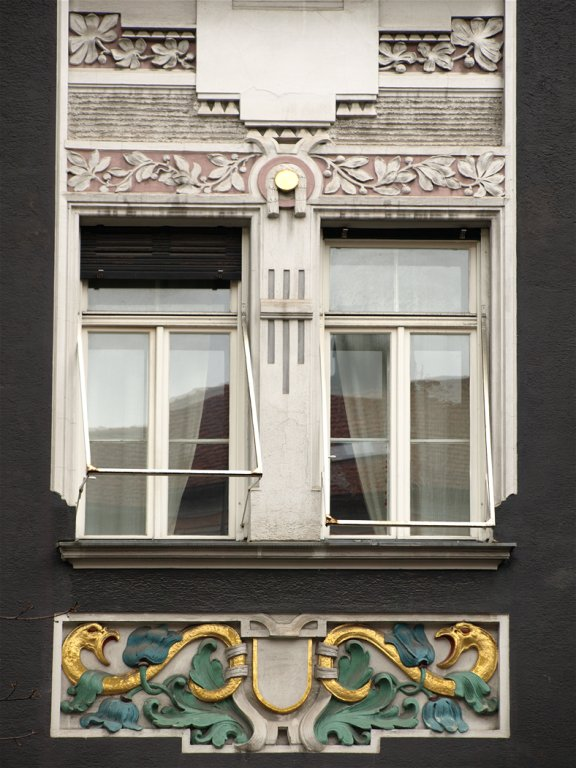
Franz-Joseph-Str. 19
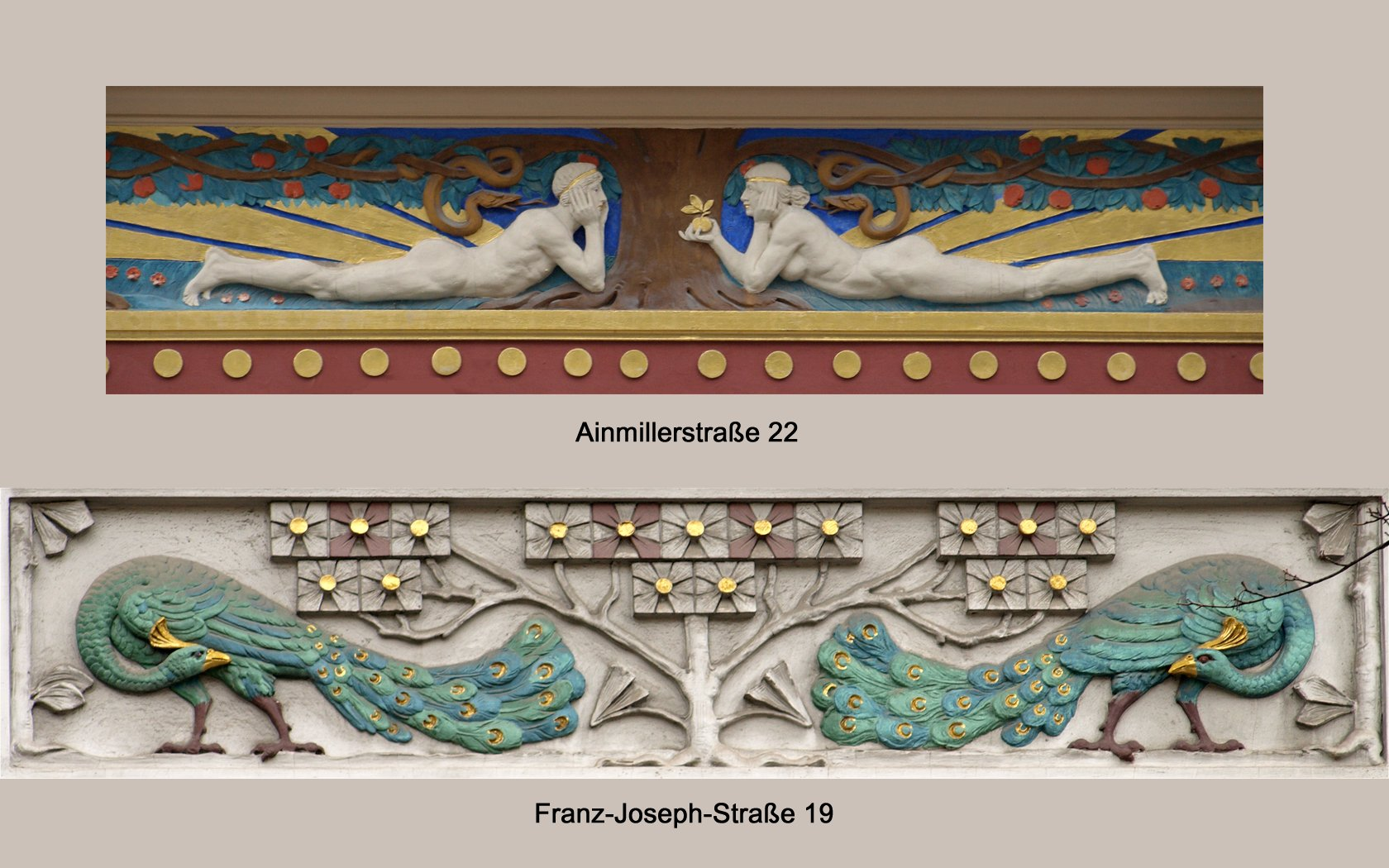

## Mapes

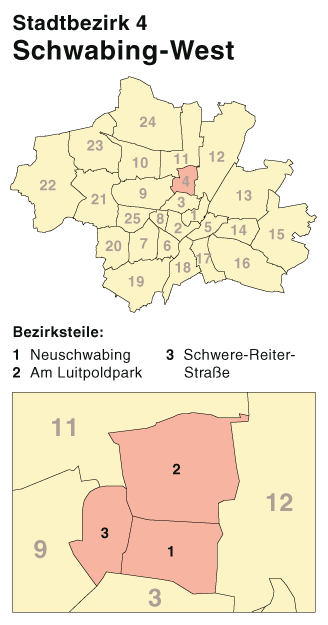
Barri 4 Schwabing-Oest: posició a Múnic
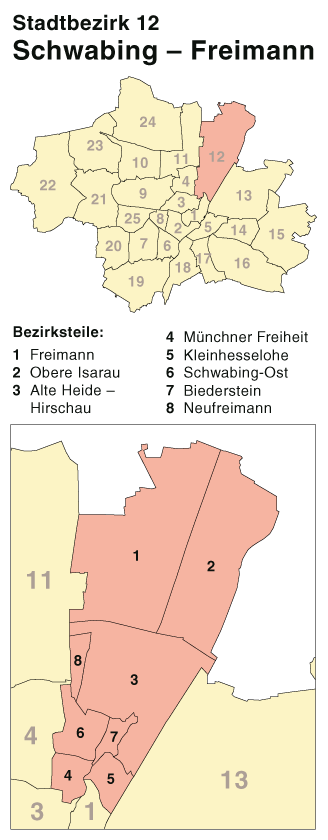
Barri 12 Schwabing-Freimann: posició a Múnic